# Paludan (dansk släkt)
Paludan är en dansk släkt. 
Släkten härstammar från kyrkoherden i Ål i Ribe stift, prosten Hans Nielsen Paludan (död 1709), som var far till kyrkoherden i Kalundborg, prosten Peder Paludan (1687–1753) och till kyrkoherden i Torslunde och Ishøj, tidigare rektorn vid Ringsted latinskola Jens Paludan (1697–1782), som skrev fyra disputationer: De templo St. Lucii Roskildensi, hållna på Borchs Kollegium. Peder Paludans son, kyrkoherden i Kalundborg, prosten Hans Jacob Paludan (1717–1782), blev far till slottsprästen på Fredensborg Peder Paludan (1755–1799), som utgav en stor mängd predikningar och bland annat Beskrivelse over Staden Kalundborg (1788) och Samlinger til en Beskrivelse over Christianshavn (1791), till kyrkoherden i Fanefjord, medlemmen av Det kongelige danske Selskab for Fædrelandets Historie Johan Paludan (1756–1821), som utvecklade en betydande litterär verksamhet, främst i teologiska och historiska ämnen, av vilka kan nämnas hans utförliga Beskrivelse over Møen, utgivna i två band (1822–1824) av en son, artillerikaptenen och landskapsmålaren Hans Jacob Paludan (1797–1830), och slutligen till övertelegrafföreståndaren, postmästaren i Korsør, justitierådet Holger Frederik Paludan (1772–1855). Den äldste av dessa tre bröder var far till kommendören Jens Jacob Paludan (1781–1856), som efterlämnade några barn- och ungdomsminnen (tryckta i Frederiksborg skoles program 1874), till kommendören Christian Carl Paludan (1792–1859), till kommendören Frederik August Paludan (1792-1872(den föregåendes tvillingbror, som var chef för linjeskeppet Christian VIII under slaget i Eckernfördebukten, och slutligen till generalmajoren Julius Ferdinand Paludan (1794–1879), som deltog i slagen vid Dybbøl och i slaget vid Fredericia, vilket gav honom silverkorset och överstegraden. Ovannämnda justitierådet Holger Frederik Paludans sonson var professor Julius Paludan. En dotter till prästen Jens Paludan i Torslunde blev stammoder till släkten Paludan-Müller.